# Adama Camara
Adama Mohamed Camara, né le 18 octobre 1996 à Bondy est un footballeur français qui joue au poste de milieu de terrain au Paris FC.

## Carrière
Camara a commencé à jouer au football à Neuilly-sur-Marne, avant de jouer successivement pour Gournay-sur-Marne, l'USM Gagny et le FC Montfermeil. En 2018, il a déménagé aux États-Unis pour rejoindre Georgia Revolution en National Premier Soccer League. Il y reste trois mois avant de retourner à Montfermeil. En 2019, Camara a rejoint le Noisy-le-Grand FC promu en  National 3 après avoir joué au plus haut niveau en Régional 2. En 2020, Noisy-le-Grand est relégué, Camara a rejoint le Racing Club de France.
Le 9 juin 2023, à l'âge de 26 ans, Camara a signé au Paris FC en Ligue 2 jusqu'en juin 2025,. Il s’agit de son premier contrat professionnel,. Il a fait ses débuts lors d'une défaite deux buts à zéro contre le Pau FC le 19 août 2023.

## Vie privée
Né en France, Camara est d'origine malienne,.

## Palmarès
Racing CFF
- National 3 :
  - Champion en 2022[1].